# Wojna domowa w Rwandzie
Wojna domowa w Rwandzie – konflikt zbrojny trwający w latach 1990–1993 między rządem Juvenala Habyarimany a rebeliantami Rwandyjskiego Frontu Patriotycznego (RPF).
Konflikt rozpoczął się 1 października 1990 wybuchem rebelii RPF a oficjalnie zakończył się porozumieniem z Arushy 4 sierpnia 1993, na mocy którego doszło do podziału władzy w rządzie. Jednakże zabójstwo prezydenta Habyarimany 6 kwietnia 1994, kiedy to jego samolot został zestrzelony w Kigali, było katalizatorem wybuchu nowej, najintensywniejszej fali ludobójstwa w Rwandzie. Następnie siły RPF brały udział w pierwszej i drugiej wojnie domowej w Kongu.
Wojna domowa w Rwandzie oficjalnie zakończyła się porozumieniem z Aruszy, mimo to później rebelianci zajęli Kigali w 1994. Obozy dla uchodźców zostały zlikwidowane w 1996. Do dziś w Rwandzie na granicy z Demokratyczną Republiką Konga działają bojówki FLDR.

## Tło
Napięcia między plemionami Hutu i Tutsi były widoczne już podczas działalności kolonialnej Niemców, a później celowo podsycane przez Belgów. Podczas dwóch dekad niepodległości Rwandy dochodziło do gwałtownych zamieszek i czystek etnicznych między Hutu i Tutsi. Rwandę zamieszkują trzy grupy etniczne: Hutu (88%), Tutsi (11%), pigmeje Twa (1%).
Rwanda uzyskała niepodległość w 1962 roku. W wyniku wyborów Hutu uzyskali władzę w większości regionów. Dodatkowym katalizatorem nienawiści były masakry Hutu dokonywane przez rządzących w Burundi Tutsich w latach 1963 i 1973.
W 1973 w Rwandzie zamachu stanu dokonał Juvenal Habyarimana, który pięć lat później został wybrany prezydentem. Kierowany przez niego rząd złożony z członków Hutu (MRND), uciskał Tutsich. Nie mieli oni prawie żadnych przedstawicieli w rządzie, nie mogli liczyć na prestiżowe stanowiska ani miejsca na uniwersytetach czy w dobrych liceach. W szkołach wprowadzono segregację plemienną, z kolei na lekcjach przedstawiano taką wersję historii kraju, która przedstawiała plemię Tutsi w najgorszym świetle. Ponadto dochodziło do cyklicznych pogromów i grabienia majątków Tutsich.
Represjonowani Tutsi uciekali poza granice kraju, zwłaszcza do Ugandy. Przyłączali się tam do bojówek, które walczyły po stronie Ugandyjskiego Frontu Wyzwolenia Narodowego i interweniujących wojsk tanzańskich, które obaliły w 1979 Idi Amina. Następnie Tutsi weszli w skład bojówek walczących w Narodowej Armii Oporu podczas wojny domowej w Ugandzie między nowo wybranym prezydentem Miltonem Obote, a buntownikiem Yoweri Museveni.
W geście wdzięczności Yoweri Museveni, zwycięzca wojny domowej w Ugandzie, przyzwolił w 1987 na utworzenie Rwandyjskiego Frontu Patriotycznego (RPF), której celem był powrót imigrantów do kraju i dokonanie tam podziału władzy. Prezydent Habyarimana odrzucił te postulaty. Rwandyjska Armia Patriotyczna (RPA), militarne skrzydło RPF, rozpoczęło przygotowania do inwazji na Rwandę.
Poziom napięć etnicznych i politycznych wzrósł po 1990, a przyczyną tego był kryzys gospodarczy, brak żywności i klęski żywiołowe.

## Przebieg konfliktu
1 października 1990 o 14:30 grupa 50 rebeliantów RPF przekroczyła granicę z Ugandą, mordując przy tym strażników granicznych. Napastnicy byli ubrani w uniformy armii ugandyjskiej. W chwili podjęcia ataku szacowano, iż rebeliantów Tutsi z RPF było 4 tys. Bojownicy byli zaprawieni w bojach, gdyż walczyli podczas wojny domowej w Ugandzie.
W czasie ataku prezydent Juvénal Habyarimana i prezydent Ugandy Yoweri Museveni przebywali w Nowym Jorku na Światowym Szczycie ds. Dzieci zorganizowanym przez ONZ.
Pierwotnie w walkach udział brało 1500 bojowników przeciwko 3-4 tys. słabo wyszkolonych żołnierzy Rwandy. 3 października 1990 lider RPF Fred Rwigema został zamordowany przez współdowodzącego Petera Bayinganę. 4 października 1990 całkowicie zaskoczony wybuchem wojny rząd Rwandy zwrócił się do Belgii o pomoc, kiedy pochód rebeliantów doszedł do miast Gatsibo i Gabiro, ok. 70 km od stolicy Kigali. W nocy 4 października 1990 rząd Rwandy przekazał fałszywą informację o ataku rebeliantów na stolicę, gdzie miały paść strzały i dojść do wybuchów. Miało to na celu zastraszenie ludności cywilnej i zachęcenie do walki przeciwko rebeliantom. Aresztowano też ok. 10 tys. mieszkających tam Tutsi. Ponadto w ramach propagandy władze rozpoczęły publikowanie gazety "Kangura", która propagowała ideologię Władzy Hutu (Hutu Power), i całkowite podporządkowanie Tutsi, których nazwano zdrajcami narodu. Hutu Power stała się jawną ideologią państwa.
2 października 1990 parakomandosi za pomocą granatów zabijali cywilów Tutsi, którzy uciekali przed walkami. 10 października 1990 doszło do czystek etnicznych w wiosce Bahima. W ciągu dwóch dni zginęło co najmniej 348 cywilów.
Dla wsparcia rządu przybyło kilkuset żołnierzy zairskich ze Specjalnej Dywizji Prezydenckiej (DSP). Podobne wsparcie przysłała Francja w postaci 125 wojskowych stacjonujących w Republice Środkowoafrykańskiej. Wysłano też artylerię, moździerze, a także broń ciężką. Francja usprawiedliwiała ten krok faktem, że agresorzy wkroczyli na teren Rwandy z angielskojęzycznej Ugandy. Francję obowiązywał ponadto  pakt obronny z Rwandą z 1975 r. Dowódcą sił francuskich został początkowo płk. René Galinié, lecz 19 października 1990 został zastąpiony przez Jean-Claude Thomanna. Oprócz tego Francja oraz Belgia udzieliły Rwandzie wsparcia finansowego.
7 października 1990 rząd rozpoczął kontrnatarcie, wystawiając do ofensywy 5200 żołnierzy. W toku walk okazało się, że ciężki sprzęt, którym dysponowały rządowe siły, lepiej sprawdzał się w walce, niż słabsze uzbrojenie rebeliantów. Paul Kagame objął dowództwo nad bojownikami. 23 października 1990 dwóch ważnych członków RPF, Peter Bayingana i Chris Bunyenyezi, zostało aresztowanych.
Paul Kagame zreorganizował siły ok. 2 tys. bojowników i zdecydował się na wojnę partyzancką w północnej części kraju. Przeprowadził bojówki z powrotem do Ugandy, a następnie osiadł w lasach gór Wirunga. Rebelianci spędzili tam dwa miesiące. W tym czasie rekrutowano ludzi z plemiona Tutsi. W wyniku tego liczba rebeliantów wzrosła najpierw o 5 tys. ludzi. W 1992 liczba bojowników wyniosła 12 tys., a w 1994 – 25 tys..

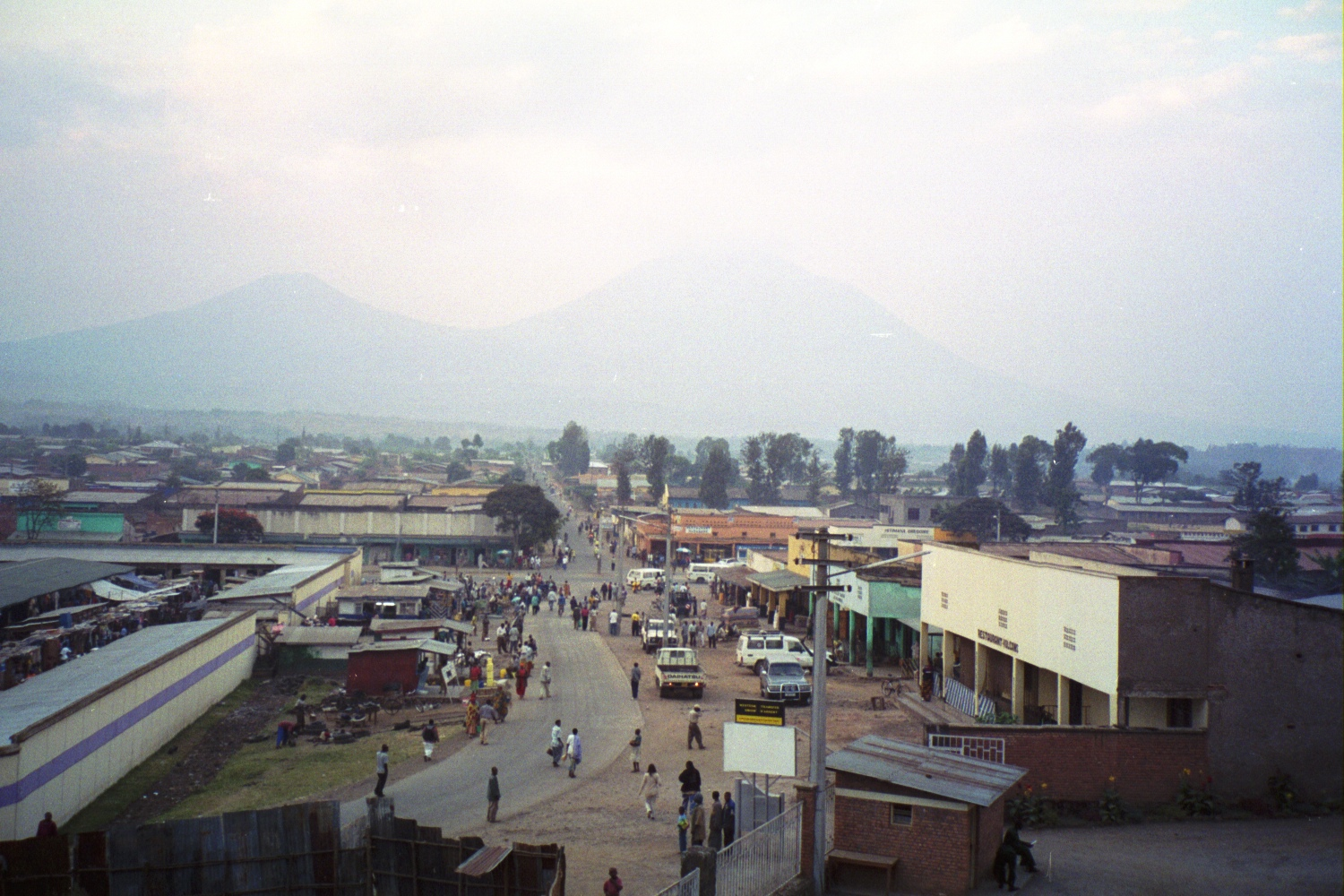
Widok na Ruhengeri

Pierwszym celem rebeliantów było miasto Ruhengeri. Miasto zostało zdobyte 23 stycznia 1991. Uwolniono wówczas więźniów politycznych przetrzymywanych w mieście, przechwycono duże ilości broni i sprzętu sił rządowych, by później powrócić do lasu, gdzie założono kompleks obozów. Następnie rebelianci rozpoczęli typową wojnę partyzancką. Początkowo walki miały niski pozom intensywności. W 1991 zaczęło nadawać radio Muhabura. Był to główny instrument propagandy rebeliantów. Począwszy od 1992 radio było monitorowane przez BBC. W ciągu kilku najbliższych miesięcy miały miejsce liczne próby zawieszenia broni.
Po jednej z masakr Tutsich w styczniu 1993, RPF rozpoczęła ofensywę 8 lutego 1993. Rebelianci rozpoczęli marsz z Ruhengeri w kierunku stolicy – Kigali.  Wywołało to zaniepokojenie Paryża, który otwarcie popierał prezydenta Habyarimanę. Francja wysłała wówczas kilkuset żołnierzy wraz z amunicją przeznaczoną dla rwandyjskiej artylerii. Posiłki dla Kigali zmieniły układ sił. 20 lutego rebelianci zatrzymali się 30 km na północ od Kigali. Rebelianci ogłosili wówczas jednostronne zawieszenie broni. W kolejnych miesiącach ich siły wycofywały się. W tym czasie ponad 1,5 mln cywilów, w większości Hutu opuściło swoje domy, uciekając przed rebeliantami, którzy dopuszczali się morderstw.
Ponadto podczas wojny domowej Francuzi szkolili powołane w 1990 oddziały Hutu Interahamwe, które miały bronić Kigali, jednak w 1994 dokonały ludobójstwa na Tutsich.
4 sierpnia 1993 zostało zawarte porozumienie z Aruszy. Mediacje w Aruszy zostały zorganizowane przez USA, Francję i Organizację Jedności Afrykańskiej. Rozmowy rozpoczęły się 12 lipca 1992 i zakończyły 24 czerwca 1993. Porozumienia zakładały powołanie wielostronnego rządu tymczasowego i wynegocjowano warunki, jakie uznano za konieczne dla utrzymania pokoju: porządek prawny, repatriację uchodźców i połączenie armii rządowej z rebeliancką. Ustalenia te nigdy nie zostały w całości wypełnione. Później miały miejsce negocjacje pokojowe, jednak bez żadnych poważnych przełomów. W celu nadzorowania porozumień z Aruszy do Rwandy wysłano misję UNAMIR. Oddziały miały jednak jedynie mandat obserwacyjny, nie mogły używać broni w innej sytuacji niż w samoobronie.
Porozumienia znacznie ograniczyły władzę prezydenta, większość władzy została przekazana rządowi tymczasowemu, składającemu się z RFP i pięciu partii tworzących koalicję. Taka sytuacja miała trwać do czasu przeprowadzenia powtórnych wyborów. W tym czasie nastroje nacjonalistyczne Hutu gwałtownie się zaostrzyły, a prezydenta Habyarimanę nazwano zdrajcą. Stacja radiowa RTLM, będąca własnością przywódców rządowych, prowadziła otwartą propagandę przeciwko Tutsi, określając ich jako podludzi. Radykalne grupy Hutu zaczęły gromadzenie na dużą skalę broni i szkolenia wojskowe. Z Chin przywieziono kilkaset tysięcy maczet, zakupionych za 750 tysięcy dolarów i rozdano je chłopom, pod przykrywką prac rolniczych.

### Ludobójstwo w Rwandzie

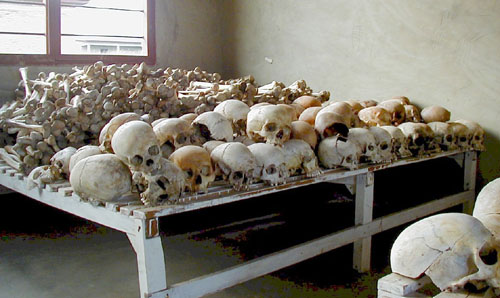
Świadectwa ludobójstwa

6 kwietnia 1994 roku samolot wiozący rwandyjskiego prezydenta Juvénala Habyarimana oraz Cypriena Ntaryamira, prezydenta Burundi, został zestrzelony w Kigali. Obaj prezydenci zginęli w tej katastrofie. Mimo że nie udało się z pewnością stwierdzić kto stał za tym zamachem, został on odczytany jako jednoznaczny sygnał rozpoczynający masakrę.
Bojówki Hutu rozpoczęły łapanki i mordowanie każdego napotkanego Tutsi. Zagraniczni obserwatorzy zostali ewakuowani z Kigali, a ambasady zamknięto. Narodowe radio nawoływało do pozostawania w domach, podczas gdy stacja RTLM podżegała do dalszych ataków na Tutsi. Drogi w Kigali i całym kraju zostały zamknięte przez setki blokad, gdzie sprawdzano dokumenty. Tutsi zabijano na miejscu. Rzeź szybko rozprzestrzeniła się na cały kraj. Zwykli obywatele byli nawoływani do mordowania sąsiadów i tych, którzy odmówią brania udziału w mordowaniu.
Większość ofiar zginęła w miejscu zamieszkania, często z rąk swoich sąsiadów, od maczet używanych przez bojówki. Całkowitą liczbę zabitych oceniano na od 800 000 do 1 071 000.
Batalion RFP stacjonujący w Kigali został zaatakowany bezpośrednio po zestrzeleniu samolotu prezydenta. Batalion przebił się na północ i dołączył do stacjonujących tam oddziałów RFP.
RFP rozpoczęło działania wojenne bezpośrednio po uzyskaniu informacji o rozpoczęciu masakry. Jego przywódca Paul Kagame wezwał siły RFP stacjonujące w Ugandzie i Tanzanii do wkroczenia do Rwandy i związania walką bojówek Hutu. Rozpoczęło to nowe walki, które ostatecznie doprowadziły w lipcu 1994 roku do zniszczenia sił Hutu i obalenia dotychczasowego rządu. Blisko dwa miliony Hutu, obawiając się odwetu Tutsi, uciekło przez granice do Burundi, Tanzanii, Ugandy i Zairu. Tysiące ludzi zginęło w wyniku epidemii cholery i czerwonki, jakie wybuchły w obozach dla uchodźców.
Ponadto pod koniec czerwca 1994 trzy tysiące oddziałów z Francji i kilku afrykańskich państw utworzyło "Strefę Turquoise” w południowo-zachodniej części Rwandy. Jednak ratowanie Tutsich okazało się fikcją, a siły RFP i UNAMIR oskarżyło Francuzów o utrudnianie prowadzenia jakichkolwiek działań. Faktycznie to siły Rwandyjskiego Frontu Patriotycznego rozbiły bojówki Hutu.

## Dalsze wydarzenia

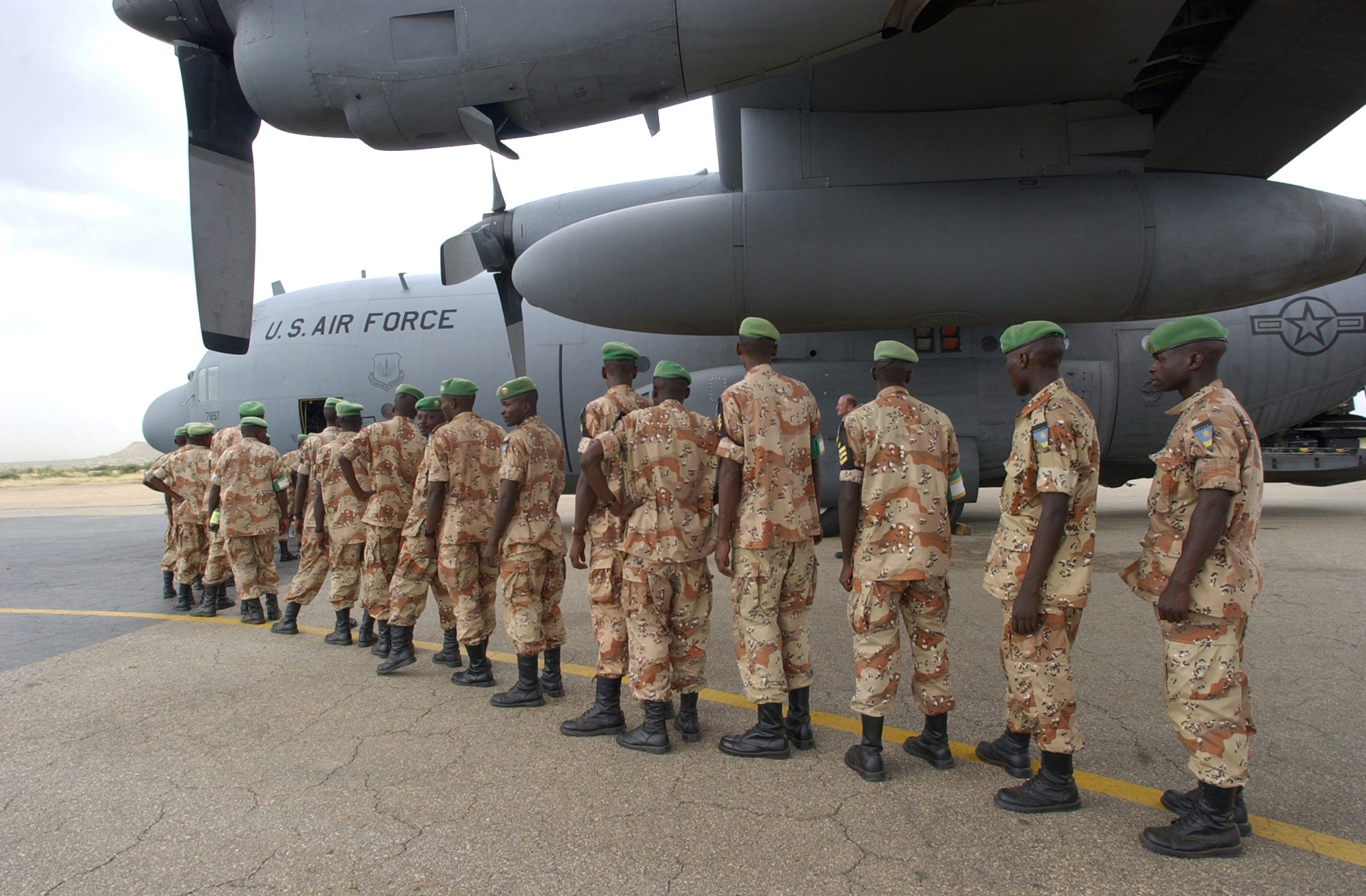
Ruandyjscy żołnierze

Obecność bojowników Hutu na terytorium Konga (większość z nich to byli żołnierze rwandyjskiej armii oraz członkowie paramilitarnych bojówek Interahamwe, odpowiedzialni za ludobójstwo dokonane w Rwandzie) jest przyczyną stałego napięcia na linii Kinszasa-Kigali i dwukrotnie spowodowała rwandyjską inwazję na ten kraj.
Wojska rwandyjskie wspierały Sojusz Sił Demokratycznych na rzecz Wyzwolenia Konga podczas I wojny domowej w Kongu w latach 1996–1997/97. Przyczyniły się one do obalenia rządów Mobutu Sese Seko.
Podczas II wojny domowej w DRK (1998–2003) wojska Rwandy znów wystąpiły przeciwko rządowi w Kinszasie. Rwanda zaoferowała pomoc militarną dla rebeliantów, gdyż prezydenta DRK Laurenta-Desire Kabila uznała za organizatora ludobójstwa na członkach plemienia Tutsi w regionie Kiwu oraz określała swoją interwencje jako konieczność w celu ochrony ludności Banyamulenge.
Podczas konfliktu w kongijskiej prowincji Kiwu (2004-2009), który był echem II wojny domowej w Kongu, pod koniec 2008 siły Rwandy wsparły bojówki Narodowego Kongresu na rzecz Obrony Ludu, dowodzonego przez Laurenta Nkundę, który zbrojnie wystąpił przeciwko rządowi w Kinszasie. Rebelianci zostali rozbici i 23 marca 2009 podpisano porozumienie pokojowe.
20 stycznia 2009 rozpoczęła się rwandyjska ofensywa przeciwko bojówkom FLDR na terenie Demokratycznej Republiki Konga. FLDR to rwandyjskie bojówki złożone z członków plemienia Hutu. Wszystko działo się za zgodą rządu w Kinszasie, który podkreślał, że te kolejne operacje to rozbrajanie ugrupowań rebelianckich w Kiwu. 25 lutego 2009 wojska rwandyjskie wyszły z terytorium Demokratycznej Republiki Konga. Główny cel ich misji – zniszczenie baz rebeliantów z plemienia Hutu – nie został jednak zrealizowany.
23 marca 2012 gen. Bosco Ntaganda wzniecił bunt w Demokratycznej Republice Konga i uformował Ruch 23 Marca złożony z członków plemienia Tutsi i wspierany przez Rwandę i Ugandę rozpoczął kampanię wojenną przeciwko rządowi w Kinszasie.